# Domba (Cameroun)
Pour les articles homonymes, voir Domba.
Domba est une localité du Cameroun située dans le département du Mayo-Kani et la Région de l'Extrême-Nord, à proximité de la frontière avec le Tchad. Elle fait partie de l'arrondissement de Taibong (commune de Dziguilao).

## Population
En 1969 la localité comptait 892 habitants, des Toupouri. À cette date elle accueillait un marché hebdomadaire le dimanche.
Lors du recensement de 2005, 2 961 personnes y ont été dénombrées.